# Procambarus paradoxus
Procambarus paradoxus är en kräftdjursart som först beskrevs av Ortmann 1906.  Procambarus paradoxus ingår i släktet Procambarus och familjen Cambaridae. IUCN kategoriserar arten globalt som akut hotad. Inga underarter finns listade i Catalogue of Life.